# 5865 Qualytemocrina
Az 5865 Qualytemocrina (ideiglenes jelöléssel 1984 QQ) a Naprendszer kisbolygóövében található aszteroida. Antonín Mrkos fedezte fel 1984. augusztus 31-én.